# Веса Паспалеева
Веса Паспалеева е псевдоним на Веселина Владимирова Караманова, българска детска поетеса, писателка и драматург. Дъщеря е на Владимир Караманов.

## Биография
Родена е на 19 февр. (3 март) 1900 г. в Кюстендил и е дъщеря на видния кюстендилски общественик, историограф и адвокат Владимир Алексов Караманов (1875 – 1969) и на Пенка Караманова (Пенка Данаилова Дончева) (1880 – 1951) – председателка на Женското дружество „Майчина любов“ – Кюстендил през периода 1906 – 1931 г. Има двама братя – юристите Владимир (1906 – 1990) и Данаил (1909 – 1985), и две сестри – учителките Тамара (1914 – 2008) и Лиляна (1916 – 1991). Внучка на небезизвестния в Кюстендил Алексо Димитров Караманов (1839 – 1902) – народен представител през периода 1882 – 1893 г.
Още от малка Веса пише стихове и проза. Когато е на девет години съчинява първото си стихотворение, което се състояло от четири стиха и е една малка детска сатира, в която се осмива някаква кюстендилска дама. През 1919 г. завършва Девическата гимназия в Кюстендил, когато поетесата вече „реди“ и стихотворения и драми за възрастни. Първото стихотворение за възрастни „Вечерна тъга“ е отпечатано в самоковското списание „Факел“ през 1919 г., подписано под псевдонима Avelina.
Познанството ѝ с Антон Страшимиров оказва влияние върху творчеството ѝ, защото той я съветва да не пише в различни жанрове, а да се насочи към детската поезия, тъй като там е най-добра и да не си губи времето с романи и драми, а в детската литература е нейният творчески път. До това заключение той стига, когато Веса му дава да прочете не само стихотворенията си за възрастни, а и няколко детски стихотворения. Първото отпечатано детско стихотворение „Доволен“ излиза в сп. „Детска радост“, редактирано от Ран Босилек през 1924 г.
Веса учи Славянска филология, но за съжаление не завършва висшето си образование. По този повод в автобиографията си в частта за семейното си положение и имотното състояние баща ѝ Владимир Караманов пише, че тя е с незавършено пълно университетско образование, защото преждевременно встъпила в граждански брак, но това обаче не ѝ пречи да стане една от най-добрите детски писатели, с прозвище Веса Паспалеева, по името на съпруга си Леонид Паспалеев – запасен офицер.
От 1921 – 1923 г. поетесата се заселва в Самоков, където се омъжва за писателя Леонид Паспалеев – офицер от руски произход, който по това време е началник охрана на двореца „Чамкория“ в Самоков. Там се ражда и първата им дъщеря Тамара през 1922 г.
Свързвайки живота си с Леонид, на Веса се налага да живее на различни места в страната. През 1923 г. се премества в Петрич, където Леонид е комендант, а тя – учителка по български език и аритметика в Петричката смесена реална гимназия. След това ѝ се налага да се мести в други градове: Радомир (1925 – 1926), София (1926 – 1930), където съпругът ѝ е в Шести пехотен полк. През 1926 г. се ражда и втората им дъщеря Людмила.
През 1929 г. излиза от печат и първата ѝ стихосбирка „Великденче“, илюстрирана от Георги Попов – Джон. Първата рецензия на стихосбирката написва писателят Стилиян Чилингиров във „Вестник на жената“, като пише, че е горд, че броят на жените творци в българската детска литература се увеличава с още една надеждна сила и че още малко сили трябват на Веса Паспалеева, за да се нареди с познатите вече поети за деца, каквито са: Дора Габе, Калина – Малина, и Вяра Бояджиева.
Отново се налага на семейството да се мести – в Свищов (1933 – 1934), в София (1935 – 1936), в Шумен (1936 – 1939), където Леонид е в Пети артилерийски полк, а след това и в Сливен (1939 – 1941). Отново се връща в София от 1941 г. до смъртта ѝ. През цялото време Веса сътрудничи на всички детски списания: „Детска радост“, „Детски свят“, „Детски живот“, „Лястовичка“ и др. Член на Българския писателски съюз.
Първото нотирано стихотворение е „Весело овчарче“. Музиката му написва Стоян Цеков Даскалов през 1935 г. като млад учител. Произведенията ѝ се илюстрират от художниците Георги Попов – Джон, Георги Атанасов, Вадим Лазаркевич, Александър Денков, Люба Паликарева и др. Наградена е с ордена „Кирил и Методий“ I степен и получава писателска пенсия. В края на живота си Веса написва едни от най-хубавите си стихотворения за родния си град Кюстендил. Поетесата умира в София на 22 февр. 1980 г.

## Творчество
Нейни стихосбирки за деца се появяват от 1929 г., а детските ѝ пиески – от 1932 г.
Сътрудничи на периодичните издания:
- списанията „Чернозем“ (1919), „Факел“, „Детска радост“ (1924), „Светулка“, „Детски свят“, „Другарче“, „Детски живот“, „Росица“, „Кладенче“, „Прозорче“, „Славейче“, „Дружинка“, „Пламъче“, „Огнище“, „Детско здраве“, „Жената днес“, „Славяни“ и др.; както и на
- вестниците „Здравец“, „Въздържателче“, „Септемврийче“, „Другарче“, „Родни простори“, „Вестник за жената“, „Литературен фронт“ и др.
- Тя е автор на множество стихосбирки: „Великденче“ (1929), „Бащина земя“ (1942), „Веселото овчарче“ (1947), „Птиченца – презморчета“ (1959), „Медна свирка свири“ (1960), „Птиче – чуруличе“ (1969), „Хитрото мишленце“ (1976), „Пролет в Родината“ (1977); пиеси за деца: „Страшният злодей“ (1937 – 1938), „Футболната топка“ (1938); драматизирани народни приказки: „Ленивата невеста“ (1938), „Отплатата“ (1938); приказки: „Вълшебният извор“ (1938), „Безстрашното овчарче“ (1943), „Великденска звездица“ (1943), „Хитрушко дългоушко“ (1945), приказка в картини за деца „В горския град“ (1946); разкази: „Коледна звезда“ (1938), „Папагалчето Макси“ (1942), „Дядовото кожухче“ (1943), „Алените терлички“ (1943), „Умното прасенце“ (1946), „Веселия Таралежко“ (1946), „Лакомата мецана“ (1946), „Малката готвачка“ (1946), „Баба Меца и Щурчо свиреца“ (1947), „Лястовичке, от где идваш?“ (1948), „Слънчице, слънчице, здравей“ (1953), „Малката домакиня“ (1958), поема: „Медната жица“ (1952); сценки: „Надиграното овчарче“ (1943), „Жаба Мързелана“ (1951); „Усмивката на полка“ (1978); картинки за преразказ: „Весел свят – Наказаният Мързеливко“ и др.
- Стихосбирката ѝ „Пролет в Родината“ от 1977 г. получава Андерсенова грамота за детска литература.